# 1657

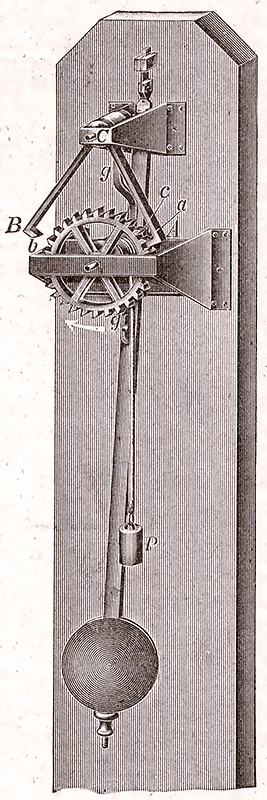
slinger-
uurwerk

Het jaar 1657 is het 57e jaar in de 17e eeuw volgens de christelijke jaartelling.

## Gebeurtenissen

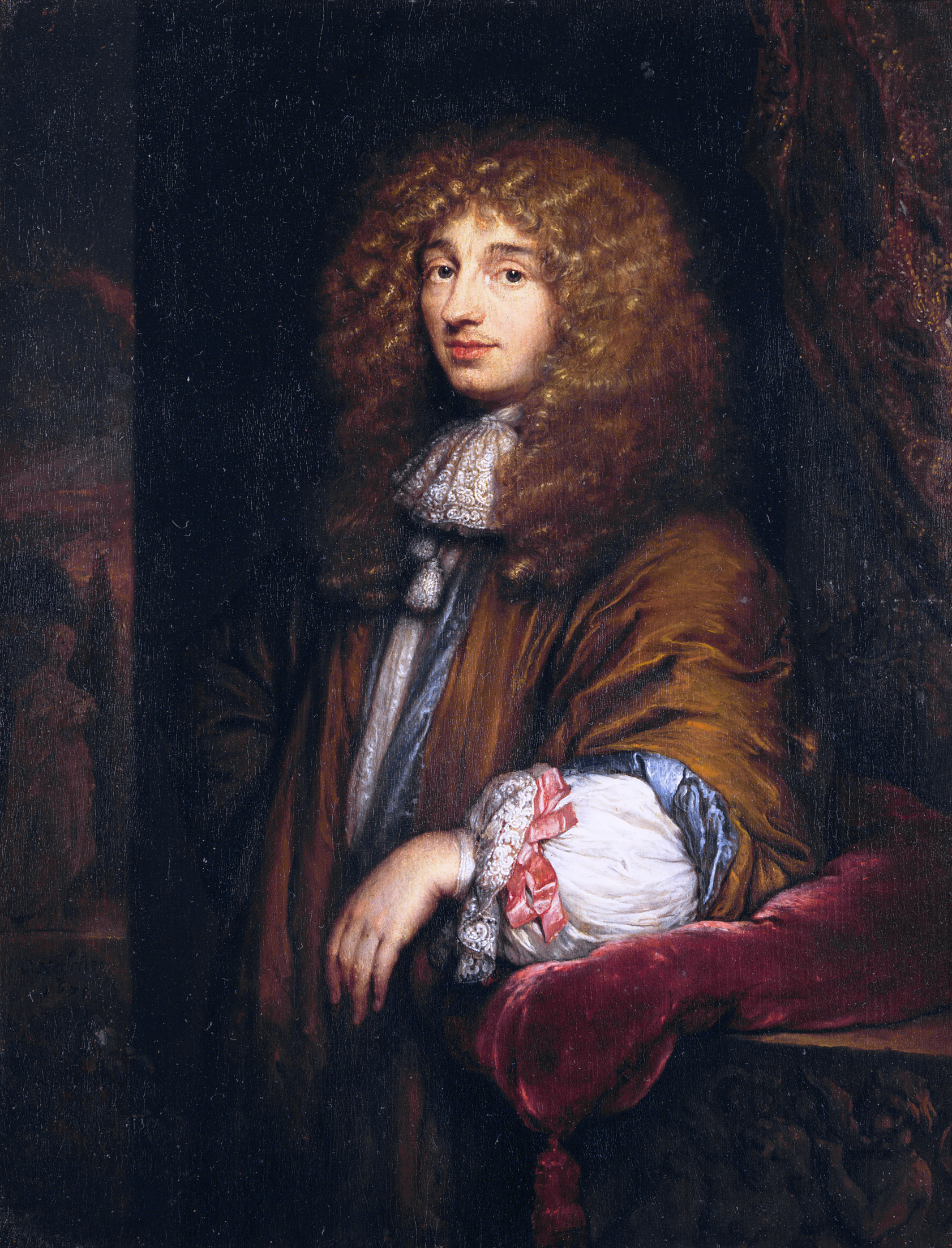
Christiaan Huygens
Schilderij van Caspar Netscher, 1671

- De Witt en Cornelis de Graeff maken een eind aan de Overijsselse troebelen. De klok wordt teruggedraaid. Hasselt en Steenwijk krijgen geen gelijk.
- De Republiek verklaart de oorlog aan Portugal omdat dat land geen schadevergoeding voor het verlies van Brazilië wil betalen. De vloot onder Obdam blokkeert de haven van Lissabon.
- De VOC voltooit onder leiding van Rijklof van Goens de verovering van (Portugees) Ceylon.
- 27 december - Bewoners van Vlissingen in Nieuw-Nederland vragen in de Remonstrantie van Vlissingen gouverneur Pieter Stuyvesant om opheffing van het vergaderverbod voor de quakers.
- Christiaan Huygens neemt een patent op een van zijn belangrijkste uitvindingen: het slingeruurwerk.
- Het hertogdom Pruisen wordt onafhankelijk van Polen en verbonden met Brandenburg.

## Muziek
- Voor het Spaanse koningspaar wordt een komische opera opgevoerd genaamd El Laurel de Apolo. Deze uitvoering symboliseert sindsdien de geboorte van een nieuw muzikaal opera genre dat bekend is geworden als La Zarzuela, vernoemd naar het koninklijk jachtslot.
- Giovanni Legrenzi componeert Salmi a cinque, tre voci, e due violini, Opus 5

## Beeldende kunst

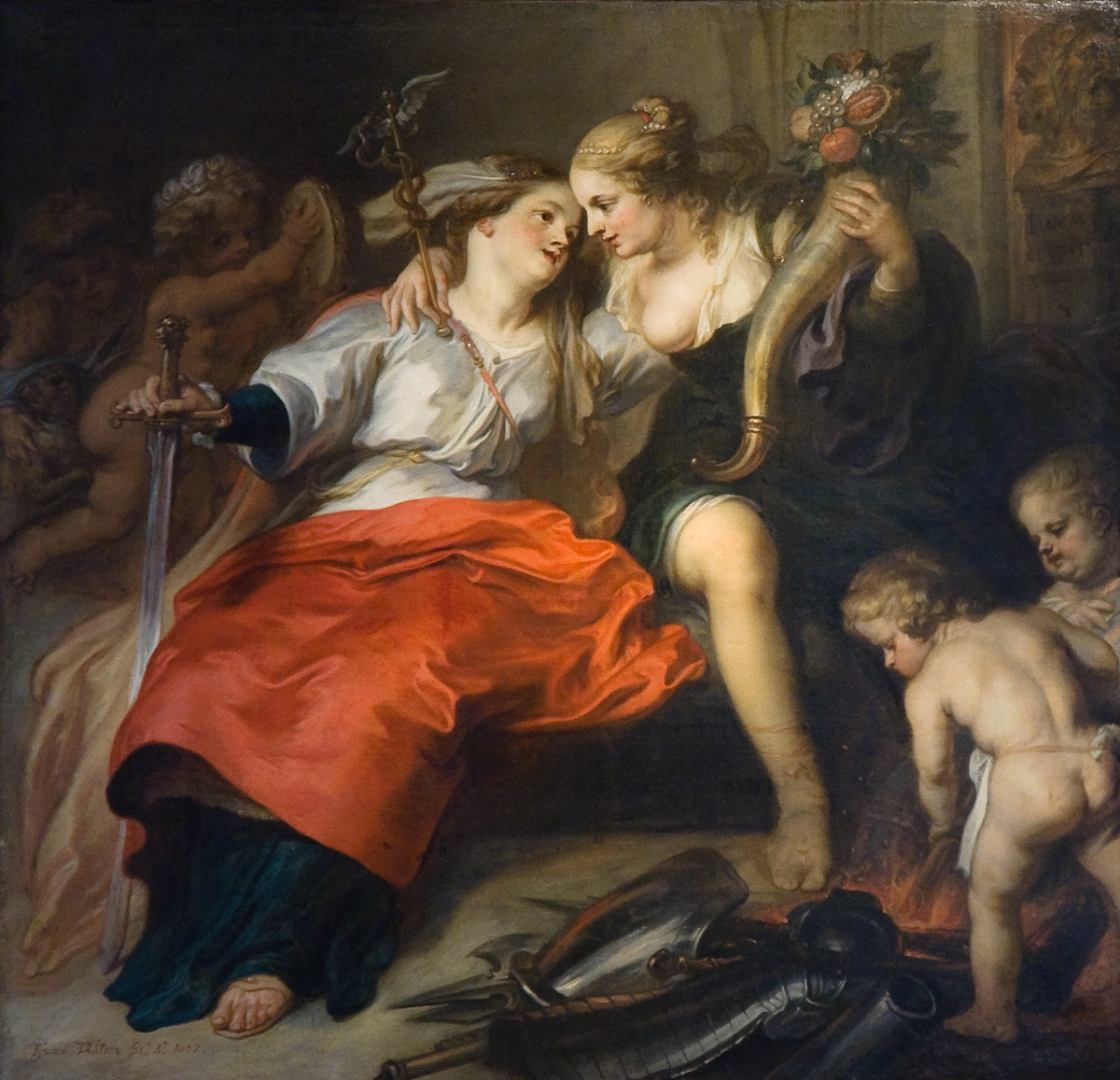
Allegorie op de terugkeer van de vrede (1657) Theodoor van Thulden

## Bouwkunst

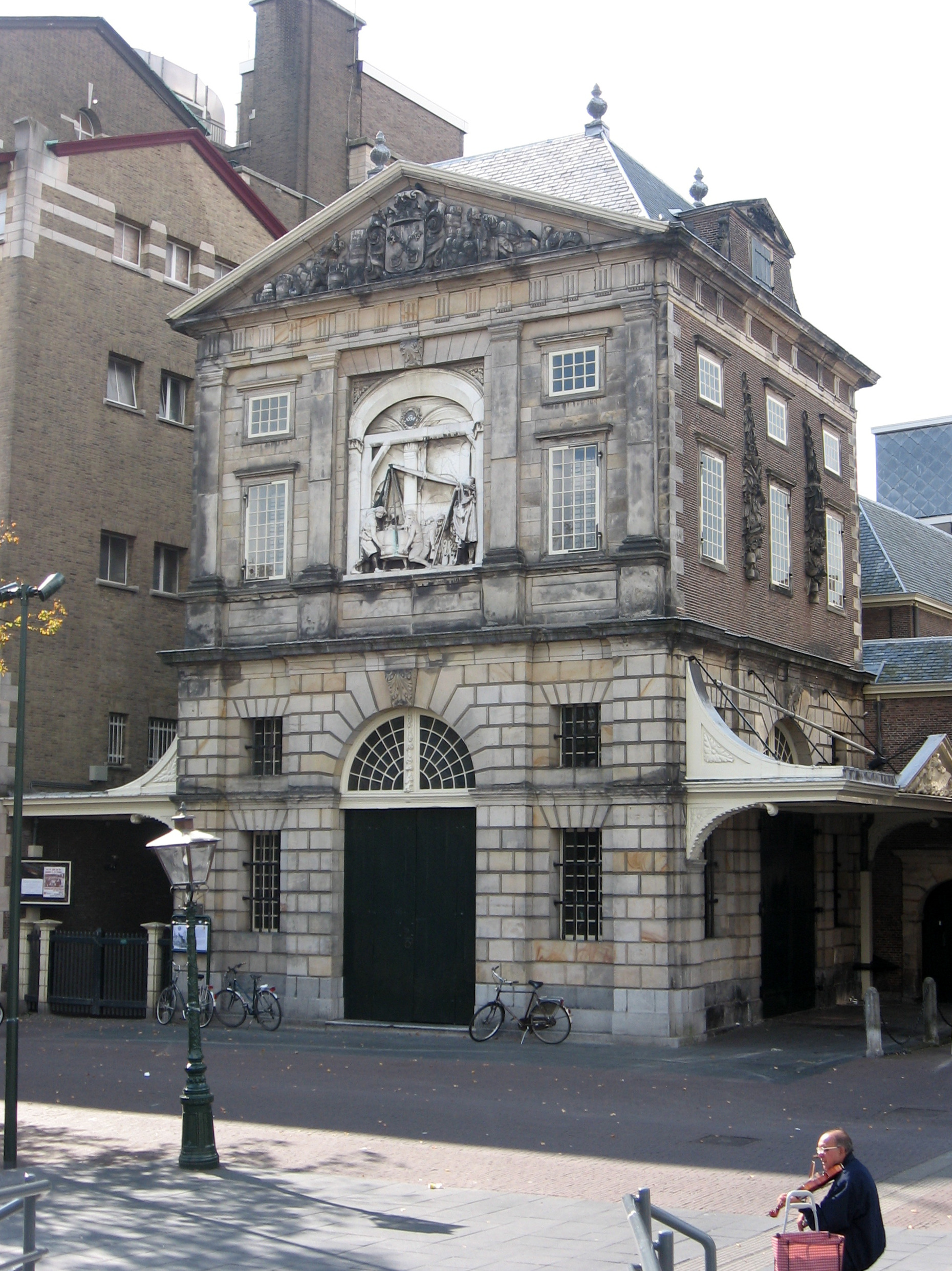
Waag (Leiden) (ca. 1657) Pieter Post

## Geboren
januari
- 11 - Elisabeth van der Woude, Nederlands ontdekkingsreizigster en schrijfster (overleden 1698)
- 18 - Hendrik Casimir II van Nassau-Dietz, stadhouder van Friesland en Groningen (overleden 1696)

februari
- 11 - Bernard le Bovier de Fontenelle, Frans schrijver en filosoof (overleden 1757)

maart
- 18 - Giuseppe Ottavio Pitoni, Italiaans componist, muziekpedagoog, dirigent en organist (overleden 1743)
- 29 - Jean le Clerc, Zwitsers historicus, filosoof, theoloog en schrijver (overleden 1736)

mei
- 14 - Sambhaji, Indiaas heerser (overleden 1689)
- 25 - Henry-Pons de Thiard de Bissy, Frans theoloog en geestelijke (overleden 1737)

juli
- 11 - Frederik I van Pruisen, keurvorst van Brandenburg, hertog van/koning in Pruisen (overleden 1713)
- 12 - Frederik Willem III van Saksen-Altenburg, hertog van Saksen-Altenburg (overleden 1672)
- 24 - Theodorus Janssonius van Almeloveen, Nederlands medicus (overleden 1712)

september
- 17 - Sofia Aleksejevna van Rusland, Russisch prinses (overleden 1704)

oktober
- 8 - Wigerus Vitringa, Nederlands kunstschilder (overleden 1725)

december
- 2 - Frans Anton van Hohenzollern-Haigerloch, graaf van Hohenzollern-Haigerloch (overleden 1702)
- 5 - Filips Prospero van Spanje, Spaans prins (overleden 1661)
- 15 - Michel-Richard Delalande, Frans componist (overleden 1726)

Datum onbekend
- Hendrik Anders, barokcomponist en organist uit de Nederlanden van Duitse afkomst (overleden 1714)
- Pieter van Bloemen, Zuid-Nederlands kunstschilder (overleden 1720)

## Overleden
maart
- 21 - Willem IJsbrantsz. Bontekoe Nederlands koopvaardij.
- 26 - Jacob van Eyck (ongeveer 67), Nederlands musicus en componist

mei
- 16 - Andreas Bobola (~65), Pools jezuïet, missionaris, martelaar en heilige